# Kawir-e Namak
Kawir-e Namak – pustynia na Wyżynie Irańskiej, we wschodnim Iranie, położona na wschód od Wielkiej Pustyni Słonej, w bezodpływowym obniżeniu między Górami Wschodnioirańskimi a Kuh-e Sorkh. Średnia wysokość to 800–1000 m.